# Mico munduruku
Khỉ Marmoset Munduruku (Danh pháp khoa học: Mico munduruku) là một loài khỉ sóc đặc hữu ở Brazil thuộc chi Mico. Nó chỉ được tìm thấy ở phía nam Amazon, trong một khu vực rộng khoảng 120.000 km², từ tả ngạn (bờ trái) của sông Jamanimum, hạ lưu cửa sông Rio Novo, đến cửa sông Tapajós, và hạ lưu cửa sông Cururu. Theo nhà nghiên cứu và nhà thám hiểm khám phá Rodrigo Araújo, khoảng một nửa diện tích phân bố nằm trong Lãnh thổ người bản địa Mundurucu ở bang Amazonas. Cái tên Sagui-dos-Munduruku là một sự tưởng nhớ đến người da đỏ Munduruku và đề cập đến sự phân bố về mặt địa lý của loài khỉ nhỏ bé này.

## Đặc điểm
Khỉ sóc Munduruku nổi bật so với các loại khỉ nhỏ khác của Amazon với cái đuôi trắng tuyết độc đáo. Thông thường, chúng có đuôi màu đen. Phần lớn các mẫu vật liên quan đến loài khỉ này được thu thập bởi các nhà tự nhiên học và nhà sưu tập chuyên nghiệp trong thế kỷ XVIII và XIX. Điều này có nghĩa là các mẫu vật có sẵn để nghiên cứu đã được lấy từ một số địa điểm, trong khi các mẫu thực tế không có nhiều. Các dấu hiệu và sắc tố của loài khỉ mới là những đặc điểm đầu tiên phân biệt chúng với các loài khác trong chi Mico. Ngoài việc có một cái đuôi trắng, các cá thể còn có tấm lưng màu vàng be, bàn tay trắng, bàn chân trắng và cẳng tay màu trắng với một miếng vá màu vàng be ở khuỷu tay.

## Phát hiện
Ông Rodrigo Costa-Araújo từ Viện nghiên cứu quốc gia Amazon ở Brazil lần đầu tiên tình cờ gặp loài mới này gồm một nhóm ba con khỉ đang ngồi trên ngọn cây khu vực phía đông nam Amazon gần sông Tapajós và Jamanxim. Costa-Araújo và nhóm của họ đã tổ chức 10 chuyến thám hiểm từ năm 2015 đến 2018 tới các khu vực trọng điểm ở miền nam Amazon mà không có nhiều thông tin về loài khỉ mới này để ghi lại tọa độ địa lý cũng như thời gian và loại môi trường sống của từng khu vực loài khỉ Marmoset đuôi trắng mới được nhìn thấy.
Các nhà nghiên cứu cũng thu thập 5 mẫu vật để kiểm tra kỹ hơn theo giấy phép do Viện bảo tồn đa dạng sinh học Chico Mendes, một bộ phận của Bộ Môi trường Brazil cấp cho. Costa-Araújo và nhóm cộng sự giải thích bộ gene của chúng cho thấy có liên quan chặt chẽ với nhau nhưng tách biệt với các loại khỉ nhỏ được biết đến khác của Amazon. Các trường hợp khác cho thấy Mico munduruku có thể được tìm thấy trong một khu vực rộng khoảng 55.000km2, khu vực bao gồm 7 địa phương.
Đây là một khu vực đối mặt với suy thoái môi trường trên diện rộng như là một sản phẩm của khai thác gỗ và khai thác tài nguyên bất hợp pháp. Kế hoạch xây dựng bốn nhà máy thủy điện mới cũng đặt ra mối đe dọa đối với động vật duy nhất được phát hiện gần đây do vậy cần phải quan tâm đến sự tồn tại của nó. Các mối đe dọa sẽ chỉ gia tăng khi các nhà máy thủy điện và các đề án cơ sở hạ tầng bổ sung như đường giao thông và đường dây truyền tải hoàn thành, tạo ra sự định cư và giảm rừng mạnh mẽ hơn trong khu vực, từ đó việc mất môi trường sống là nguy cơ hiện hữu với loài khỉ này.